# Кевин Дан
Кевин Дан (енгл. Kevin Dunn; рођен 24. августа 1956. у Чикагу, Илиној), амерички је позоришни, филмски, ТВ и гласовни глумац. Његова сестра Нора Дан, је такође позната глумица и  комичарка. Појавио се у филмовима Обележен за смрт (1990), Усијане главе! (1991), ‎Чаплин (1992), Змијске очи (1998), Годзила (1998), Трансформерси (2007), Ратник (2011), Трансформерси: Тамна страна Месеца (2011), Громовнице (2021), поред многих.